# مگس روی دیوار

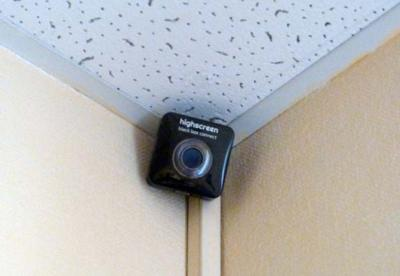
دوربینی روی دیوار که اتفاقات اتاق را به سبک مگس روی دیوار ضبط می کند.

مگس روی دیوار یک سبک مستندسازی است که در تولید فیلم و برنامه تلویزیونی استفاده می‌شود. این نام برگرفته از این ایده است که وقایع، به همان صورت که یک مگس روی دیوار می‌تواند آنها را ببیند، به صورت صریح دیده می‌شوند. در خالص‌ترین شکل این سبک از مستندسازی، اعضای گروه فیلم‌برداری تا حد امکان بدون جلب توجه کار می‌کنند. همچنین مصاحبه با شرکت کنندگان، با صدای خارج از میدان دید دوربین نیز مرسوم است.
نمونه‌های آن شامل: کارخانه آمریکایی، برادر بزرگ، پلیس‌ها، مرگبارترین شکار، بازمانده و وینر است. 